# (14872) Hoher List
(14872) Hoher List (1990 UR) – planetoida z pasa głównego asteroid okrążająca Słońce w ciągu 3,77 lat w średniej odległości 2,42 j.a. Odkryta 23 października 1990 roku.